# Brownacris microptera
Brownacris microptera är en insektsart som beskrevs av Vitaly Michailovitsh Dirsh 1958. Brownacris microptera ingår i släktet Brownacris och familjen gräshoppor. Inga underarter finns listade i Catalogue of Life.